# Joachim Lange
Joachim Lange fou un músic alemany de la segona meitat del segle XVI nascut a Eylau. Publicà una col·lecció de Cançons alemanyes a tres veus (Praga, 1606).